# Нахов (станція)
На́хов (біл. На́хаў) — проміжна залізнична станція Гомельського відділення Білоруської залізниці на неелектрифікованій лінії Гомель — Калинковичі між зупинними пунктами Кастричник (5,5 км) та Лозки (4,8 км). Розташована у селищі Наховський та за 3,2 км від однойменного села Нахов Калинковицького району Гомельської області.

## Історія
Станція відкрита 15 січня 1886 року, під час будівництва Поліських залізниць, на дільниці лінії Лунинець — Гомель.

## Пасажирське сполучення
На станції Нахов приміське сполучення здійснюється поїздами регіональних ліній економ-класу сполученням Калинковичі — Гомель.